# Jacquesdietrichit
Jacquesdietrichit (Kampf, Favreau 2004), chemický vzorec Cu2[BO(OH)2](OH)3, je kosočtverečný minerál. Pojmenován po: Jacques Emile Dietrich (1926– ) - francouzský geolog, který ho objevil.

## Vznik
Hydrotermálního původu, vyplňuje dutinky v kalcitové hornině společně s gaudefroyitem.

## Morfologie
Tvoří stébla, někdy srostlá do širokých tabulek, a šupinaté agregáty. Stébla nepřesahují velikost 0,5 mm do délky a 0,02 mm síly a často se zužují od konce k bázi. 

## Vlastnosti
Fyzikální vlastnosti: Tvrdost 2, hustota 3,28 g/cm³, štěpnost dokonalá podle {100} a dobrá podle {010} a {001}, stébla jsou mírně ohebná, s nerovným lomem.
Optické vlastnosti: Barva jasně modrá, v agregátech bledě modrý. Průhledný, lesk skelný, vryp bledě modrý.
Chemické vlastnosti: Složení: 53,19 % Cu, 4,52 % B, 2,11 % H, 40,18 % O.

## Naleziště
Jediné známé naleziště:
- Maroko – Tachguagalt (důl), provincie Quarzazate